# Lloyd Biggle, Jr.
Œuvres principales
- Monument
- L'Ouragan du temps
- Les Réparateurs de mondes

Lloyd Biggle, Jr., né le 17 avril 1923 à Waterloo en Iowa et mort le 12 septembre 2002  à Ann Arbor dans le Michigan, est un historien et un écrivain américain de science-fiction.

## Biographie
Biggle est né en 1923 à Waterloo, dans l'Iowa. Il a été sergent durant la Seconde Guerre mondiale dans une compagnie d'infanterie dépendant de la 102e Division d'infanterie ; il a été blessé à deux reprises durant la guerre. La seconde blessure l'a rendu infirme à l'une des jambes pour le restant de ses jours.
Après la guerre, Riggle a suivi des études qui l'ont amené à une maîtrise d'histoire à la Wayne State University ; puis il a poursuivi jusqu'à l'obtention d'un doctorat en histoire.
Il a enseigné à l'Université du Michigan et à la Eastern Michigan University dans les années 1950.
Il a commencé à écrire des romans et nouvelles à compter de 1955 et est devenu auteur à plein temps après la publication du roman All the Colors of Darkness en 1963. Il a écrit jusqu'à sa mort.

## Œuvres

### Jan Darzek / Détective duXXIesiècle
1. Quelles sont les couleurs des ténèbres ?, Temps Futur, collection Space Fiction, 1982 ((en) All the colors of darkness, 1963)
2. Ce qu'on voit dans les ténèbres, Temps Futur, Collection Space Fiction, 1982 ((en) Watchers of the dark, 1966)
3. Qui a éteint l'univers, Temps Futur, Collection Space Fiction, 1983 ((en) This darkening universe, 1975)
4. Le silence est mort, Temps Futur, Collection Space Fiction, 1983 ((en) Silence is deadly, 1977)
5. (en) The Whirligig of Time, 1979

### Romans divers
1. L'ouragan du temps, Opta, Galaxie-bis n° 52 (148 bis), 1976 ((en) The fury out of time, 1965)
2. Les réparateurs de mondes, Opta, Galaxie-bis n°34, 1974 ((en) The world menders, 1971)
3. (en) Monument, 1974Publié au début en 1961 novelette  dans Analog puis développée dans une version roman en 1974

### Nouvelles
1. Une injustice, Éditions Nuit & Jour, Galaxie n° 38, 1957 ((en) Gypped, 1956)
2. Une profitable comédie, Éditions Nuit & Jour, Galaxie n° 54, 1958 ((en) Leading man, 1957)Réédité en 1976 sous le titre Le premier rôle dans l’anthologie Ultra-dimensions et univers inverses, éditions Opta, Marginal n° 11
3. Copie intégrale, Éditions Nuit & Jour, Galaxie n° 60, 1958 ((en) On the double, 1958)
4. Essai partiel, Éditions Nuit & Jour, Galaxie n° 57, 1958 ((en) Secret weapon, 1958)
5. Les leçons du robot, Éditions Nuit & Jour, Galaxie n° 53, 1958 ((en) Spare the rod, 1958)
6. La loi de la porte, Éditions Nuit & Jour, Galaxie n° 52, 1958 ((en) The rule of the door, 1958)Réédité dans l’anthologie Ultra-dimensions et univers inverses, Opta, Marginal n° 11, 1976.
7. Le puits aux vœux, Opta, Revue Galaxie n° 133, 1975 ((en) Well of the deep wish, 1961)
8. La musique de la Terre, Opta, Revue Fiction n° 125, 1964 ((en) Wings of song, 1963)Réédité en 1984 sous le titre Les Ailes du chant aux éditions Le Livre de poche dans l’anthologie Histoires de sociétés futures, La Grande Anthologie de la SF n° 3811
9. La planète des réprouvés, Opta, Revue Galaxie n° 21, 1966 ((en) The perfect punishment / Pariah planet, 1965)
10. La guerre des pédagogues, Opta, Revue Fiction n° 178, 1968 ((en) And Madly teach, 1966)
11. A son image, Opta, Revue Fiction n° 173, 1968 ((en) In his own image, 1968)
12. Justice supérieure, Opta, Revue Fiction n° 237, 1973 ((en) The Frayed String on the Stretched Forefinger of Time, 1971)Rééditée en 2005 dans l'anthologie Vingt pas dans l'insolite, L'Atalante
13. Aimé des dieux, Opta, Revue Fiction n° 242, 1974 ((en) Whom the gods love, 1971)

### Cultural Survey
1. (en) The Still, Small Voice of Trumpets, 1968
2. (en) The World Menders, 1971

### Pletcher and Lambert
1. (en) Interface for Murder, 1987
2. (en) Where Dead Soldiers Walk, 1994

### Divers
- (en) Hornet's Nest, 1959
- (en) The Angry Espers, 1961
- (en) A Taste of Fire, 1959
- (en) The Light that Never Was, 1972
- (en) Alien Main, 1985Écrit avec T. L. Sherred (en).
- (en) The Quallsford Inheritance, 1987
- (en) The Glendower Conspiracy, 1990

### Anthologies
- (en) Nebula Award Stories 7, 1972